# 韋爾芒杜瓦伯爵阿爾貝一世
阿爾貝一世（法語：Albert Ier de Vermandois，約915年—987年9月8日），韋爾芒杜瓦伯爵，埃貝爾二世之子，946年至987年在位。

## 家庭
954年，阿爾貝一世與洛林公爵吉斯勒貝爾的女兒格貝爾加結婚，兩人共有三個兒子：
1. 埃貝爾三世（—1015年）
2. 奧東一世（英语：Otto I, Count of Chiny）（—987年）
3. 柳多爾夫（—986年）